# Jidam

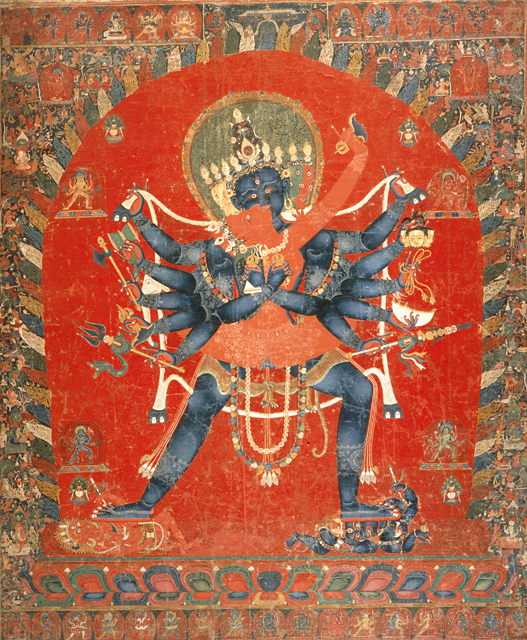
Příklad aspektu buddhy (jidamu) "Buddha Nejvyšší radosti" (tib. Khorlog Demchog, skt. Čakrasamvara)

Jidam (tibetsky; česky dosl. „přísaha, slib, ujištění“, někdy jako „aspekt buddhy“; skt. dévata) je ve vadžrajánovém buddhismu označení pro osobní meditační aspekt buddhy, jehož charakter odpovídá individuálním psychologickým schopnostem či vlohám adepta. Jedná se o formu buddhy reprezentující určitý aspekt osvícené mysli, se kterou je spojená určitá meditační praxe, která má za cíl dovést praktikujícího k osvobození a osvícení.
Příkladem může být bílá sedící čtyřruká forma buddhy soucitu (skt. Avalókitéšvara, tib. Čänräzig). Praktikující transformuje díky meditaci na tento buddhovský aspekt svůj vnitřní a vnější svět a díky rozvíjení dokonalého soucitu dosáhne stavu Buddhy.
Tibetské slovo jidam doslovně znamená "svazek s osvícením" (ji znamená "mysl", dam znamená "svazek", "spojení"). Praktikující často disponuje určitou speciální vlastností, např. odvahou, moudrostí, aktivitou. Na určitém stupni rozvoje dostane praktikující od zkušeného učitele - lamy - povolení a odkaz na určitý aspekt buddhy, který odpovídá jeho vnitřnímu nastavení a posiluje jeho speciální vlastnosti. Tento aspekt buddhy poté propojuje praktikujícího se stavem buddhy a doprovází ho nejrychleji k osvícení.
Sanskrtské slovo dévata doslovně znamená "božstvo", což může být pro člověka ze Západu matoucí, protože aspekt buddhy symbolizuje naše vnitřní osvícené vlastnosti, nikoli nějaký vnější aspekt, od kterého něco očekáváme nebo kterého ctíme.
Jidam patří do tzv. Třech kořenů vadžrajánového buddhismu. Ostatní dva jsou láma a ochránce.

## Meditace na aspekt buddhy
Meditace na aspekt buddhy, na jidam, patří do pokročilých meditací na cestě vadžrajány. Pro úspěšné praktikování takové meditace potřebuje meditující přijmout tzv. iniciaci od svého učitele - lámy. Podmínkou je také dokončení alespoň jednou tzv. Přípravných praxí.